# Montevideo Challenger 2000
Il Montevideo Challenger 2000 è stato un torneo di tennis facente parte della categoria ATP Challenger Series nell'ambito dell'ATP Challenger Series 2000. Il torneo si è giocato a Montevideo in Uruguay dal 13 al 19 novembre 2000 su campi in terra rossa.

## Vincitori

### Singolare
Guillermo Coria ha battuto in finale  José Acasuso con il punteggio di 6–3, 6(9)–7, 6–2

### Doppio
Lucas Arnold Ker /  Gastón Etlis hanno battuto in finale  Joan Balcells /  Germán Puentes con il punteggio di 6–4, 6–4